# Mohamed Abdel Rahman
Mohamed Helmi Abdel Rahman (ar. محمد حلمي عبد الرحمن, ur. 15 marca 1915, zm. 12 maja 1996 w Kairze) – egipski szermierz, czterokrotny medalista mistrzostw świata.
Kształcił się na Uniwersytecie Kairskim, w 1939 zdobył mistrzostwo uczelni w szabli.
Podczas mistrzostw świata w Lizbonie w 1947 roku Egipcjanie w składzie: Salah Dessouki, Mohamed Abdel Rahman, Mahmoud Younes i Mohamed Zulficar zajęli trzecie miejsce w szabli drużynowej. Na rozgrywanych dwa lata później mistrzostwach świata w Kairze zdobywał brązowe medale w szabli drużynowej i szpadzie drużynowej. Ponadto zdobył drużynowo brązowy medal w szabli na mistrzostwach świata w Monte Carlo w 1950 roku.
Na igrzyskach olimpijskich w Berlinie w 1936 roku wystartował w szabli indywidualnej, jednak odpadł w pierwszej rundzie. Wystąpił w konkurencjach szpady na igrzyskach olimpijskich w Londynie w 1948 roku, indywidualnie i drużynowo odpadając w ćwierćfinałach. Brał też udział w rozgrywanych cztery lata później igrzyskach olimpijskich w Helsinkach, gdzie drużynowo odpadł w pierwszej rundzie, a indywidualnie dotarł do półfinałów. Startował tam także w szabli, drużynowo i indywidualnie docierając do ćwierćfinałów.